# Begonia coursii
Begonia coursii là một loài thực vật có hoa trong họ Thu hải đường. Loài này được Humbert ex Aymonin mô tả khoa học đầu tiên năm 1983.